# آزار و اذیت مردم هزاره

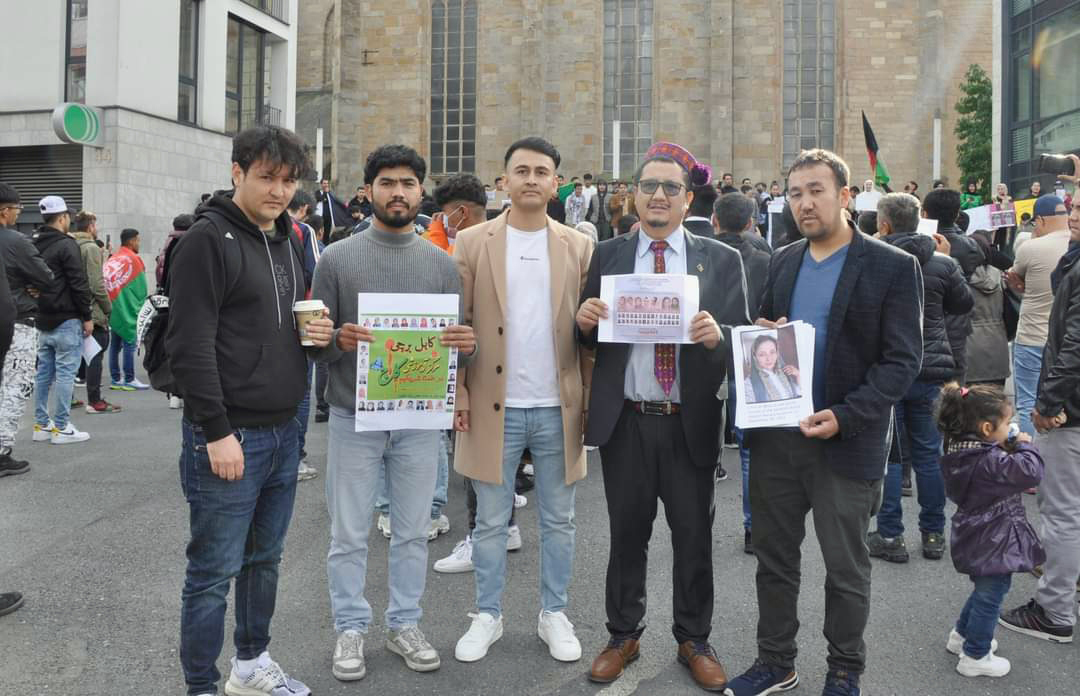
اعتراض هزاره‌های ساکن آلمان در پیوند به کشتار و نسل‌کشی هزاره‌ها در افغانستان در ۳ اکتبر ۲۰۲۲

تبعیض و نسل‌کشی مردم هزاره از زمان حکومت امیر عبدالرحمن با قتل‌عام بیش از ۶۰ درصد هزاره‌ها در افغانستان آغاز شده‌است.
مردمان هزاره مدت‌ها مورد آزار و کشتار توسط گروه‌های شبه‌نظامی دولتی و غیردولتی بوده‌اند. هزاره‌ها عمدتاً از مناطق مرکزی افغانستان هستند که به‌نام هزارستان یا (هزاره‌جات) یاد می‌شود. جوامع بزرگ و قابل‌توجهی از آنان در کویته پاکستان، مشهد ایران، کشورهای اروپایی و استرالیا به‌عنوان بخشی از هزاره‌های مقیم خارج زندگی می‌کنند.
در طول سلطنت عبدالرحمن (۱۸۸۰–۱۹۰۱)، میلیون‌ها هزاره کشته، اخراج و آواره شدند. سید عسکر موسوی، نویسنده معاصر هزاره، مدعی است که بیش از نیمی از جمعیت هزارستان کشته یا به مناطق همجوار بلوچستان در هند بریتانیا و مشهد در ایران آواره و متواری شده‌اند. این امر باعث شد که پشتون‌ها و گروه‌های دیگر بخش‌هایی از هزاره‌جات را اشغال کنند. این مردم قربانی قتل‌عام‌های طالبان و القاعده نیز هستند.
در دوران پس از طالبان، شرایط برای هزاره‌ها در افغانستان کمی بهبود یافته‌است. با این حال، هزاره‌هایی که در ولایات جنوبی افغانستان زندگی می‌کنند، همچنان با تبعیض غیررسمی از سوی پشتون‌ها مواجه هستند. علاوه بر این، هزاره‌ها در افغانستان هنوز در معرض حملات طالبان قرار دارند. حملهٔ در سال ۲۰۱۸ در مالستان در مرکز افغانستان به هدف کشتار این مردم انجام شد. در طول دههٔ ۲۰۰۰ و اوایل دههٔ ۲۰۱۰، هزاره‌ها در بلوچستان پاکستان با حملات گروه‌های شبه‌نظامی مانند لشکر جهنگوی نیز مواجه شدند. در اواسط دههٔ ۲۰۱۰، وضعیت امنیتی هزاره‌ها در بلوچستان بهبود یافت. با این حال، بهبود حفاظتی که از قرار دادن دیوارها و ایست‌های بازرسی در اطراف شهر آن‌ها حاصل شده‌است، زندگی آن‌ها را نیز دشوار کرده‌است.

## پیشینه
کشتار مردم هزاره به‌دستور عبدالرحمن نتیجهٔ تهاجم چندبارهٔ وی، حاکم پشتون کابل، به هزاره‌جات، ناحیهٔ مرکزی افغانستان که سرزمین خودمختار قوم هزاره بین سال‌های ۱۲۶۰ تا ۱۲۷۲ خورشیدی بود.
عبدالرحمن دستور قتل‌عام مردم هزاره را صادر کرد. پیش از قتل‌عام، ۶۰۰٬۰۰۰ خانوار هزاره در افغانستان زندگی می‌کردند. عبدالرحمن بیش از ۴۰۲٬۰۰۰ (۶۷٪) خانوادهٔ مردم هزاره را بین سال‌های ۱۸۹۳ تا ۱۹۰۰ میلادی قتل‌عام و از سرهای آنان کله‌منار درست کرد که این بزرگ‌ترین نسل‌کشی قرن نوزدهم به‌شمار می‌رود.

### نتایج جنگ عبدالرحمن و هزاره‌ها
1. رهبران سیاسی هزاره راهی زندان‌ها و کشتارگاه‌ها شدند.
2. دارایی‌ها و مراتع هزاره مصادره شد و در میان پشتون‌های دُرانی و غَلزی توزیع شد.
3. هزاره‌ها مورد بدرفتاری قومی و مذهبی قرار گرفتند. هزاره‌های شیعه مجبور به ترک مذهب شیعه و پیروی از مذهب سنی شدند و ملایان سنی در سراسر هزاره‌جات مستقر شدند.
4. اسرای هزاره در بازارهای آزاد فروخته می‌شدند و خزانهٔ پادشاهی سهم خود را از این تجارت دریافت می‌کرد.

به گفتهٔ فیض‌محمد کاتب، کاتب دربار، هر روز صدها سر بریدهٔ هزاره به بامیان و کابل فرستاده می‌شد. از سرهای بریده‌شده، کله‌منارها برپا شد. ارزگان، مرکز اصلی مقاومت هزاره‌ها، تسخیر و کاملاً نابود شد.
عبدالرحمن ۱۶ نوع مالیات بر هزاره‌ها وضع کرد و در ناتوانی به پرداخت جرایم و مالیات‌ها، برخی از مردان را مجبور به فروش خانوادهٔ خود کردند.
با غصب زمین‌های کشاورزی و تبدیل آنان به چراگاه برای کوچی‌ها، کشاورزی و دامپروری هزاره‌ها رو به نابودی رفت. همچنین از شروع اولین اذیت و آزار هزاره‌ها، کوچ آنان به مناطق دور و نزدیک و کشورهای همسایه آغاز گشت. ده‌ها هزار از آنان به هند (و پاکستان فعلی)، ایران و آسیای مرکزی رفتند.

## بعد از طالبان
از قتل‌عام‌های امروزی می‌توان به حملهٔ گروه‌های مسلح کوچی‌ها در مناطق بهسود اشاره کرد که طی آن چندین روستا و اهالی آنجا با خاک یکسان شدند.
کشتار هزاره‌ها در سال‌های اخیر به دست گروه‌های نظیر القاعده نیز اتفاق افتاده‌است. در اعتراض به کشتار هزاره‌ها در کویته، پاکستان راهپیمایی‌هایی در کابل، بامیان، نیلی و دیگر شهرهای افغانستان و جهان برگزار شد. برخی سازمانِ تندرو و شبه‌نظامیِ لشکر جهنگوی را که در دو سوی مرز افغانستان و پاکستان فعال است مسئول این قتل‌ها می‌دانند. رحمان ملک‌زاده، وزیر داخلهٔ پاکستان نیز مسئولیت قتل‌ها را بر عهدهٔ لشکر جهنگوی و سپاه صحابه دانسته‌است. معترضان به این قتل‌ها مقامات پاکستان را به «سهل‌انگاری» در برخورد با این موضوع محکوم کرده‌اند.

### گزارش آریانانیوز
حوادث گذشته نشان داد که هیچ‌کس صادقانه کاری برای حفاظت از جان و مال و زندگی و کرامت انسانی و حرمت دینی هزاره‌ها کاری انجام نمی‌دهد. آنچه که داعش تقلبی انجام می‌دهد یک نسل‌کشی تمام عیار است. در هر حملهٔ این باند جنایتکار صدها تن از باشندگان بیگناه هزاره قتل‌عام می‌شوند. صدها تن دیگر زخمی و مجروح و قطع نخاع و دچار مرگ تدریجی و البته ده‌ها هزار خانواده نیز در سراسر هزارستان و جهان داغ‌دار می‌گردند. ولسی جرگه (پارلمان) نیز سال‌ها است که در قبال کشتار هزاره‌ها و قتل‌عام این مردم سکوت پیشه کرده‌است. ولسی جرگه حتی در حد صدور یک اعلامیه یا استیضاح وزیران امنیتی حکومت از خود همدردی و فعالیتی نشان نداده‌است.

### کشتار هزاره‌ها در تظاهرات جنبش روشنایی
در ۲ اسد ۱۳۹۵ ه‍.ش جنبش روشنایی بزرگ‌ترین کردار مدنی و راهپیمایی را در تاریخ معاصر افغانستان به راه انداخت اما آسیبی که به این جنبش زده شد، در تاریخ کردارهای مدنی در افغانستان بی پیشینه بود.
هنوز ۲ اسد ۱۳۹۵ (روز حمله بر اعضای این جنبش که بیشتر از ۱۰۰ انسان کشته شد) به‌عنوان یادبود وارد تقویم رسمی افغانستان نشده‌است. هنوز نشانی به‌عنوان یادبود از این روز در گوشه‌ای از شهر ساخته نشده‌است.